# Torremolinos 73
Torremolinos 73 (Brasil: De Cama para a Fama ) é um filme espanhol-dinamarquês de 2003, estrelado por Javier Cámara.